# Городок (Луцкий район)
Городок (укр. Городок) — село в Луцкой городской общине Луцкого района Волынской области Украины.
Код КОАТУУ — 0722884302. Население по переписи 2001 года составляет 214 человек. Почтовый индекс — 45642. Телефонный код — 332.

## История
В 1946 году указом ПВС УССР село Юзефин переименовано в Йосиповку.

## Известные жители и уроженцы
- Береза, Галина Сергеевна (род. 1939) — Герой Социалистического Труда.